# تيم هارداواي جونيور
تيم هارداواي جونيور (بالإنجليزية: Tim Hardaway Jr.)‏ مواليد 16 مارس 1992، هو لاعب كرة سلة أمريكي يلعب مع فريق نيويورك نيكس في الرابطة الوطنية لكرة السلة ويحمل الرقم 5. يبلغ طوله 6 قدم 6 بوصة (2.0 م).

## فرق لعب لها
- نيويورك نيكس

## روابط خارجية
- تيم هارداواي جونيور على موقع الاتحاد الدولي لكرة السلة (الإنجليزية)
- تيم هارداواي جونيور على موقع إن بي أي (الإنجليزية)
- تيم هارداواي جونيور على موقع سبورتس رفرنس (الإنجليزية)
- تيم هارداواي جونيور على موقع كرة السلة الأوروبية.كوم (الإنجليزية)
- تيم هارداواي جونيور على موقع إي إس بي إن.كوم (الإنجليزية)
- تيم هارداواي جونيور على موقع كلية كرة السلة في سبورتس رفرنس.كوم (الإنجليزية)
- تيم هارداواي جونيور على موقع ريلجم (الإنجليزية)
- تيم هارداواي جونيور على موقع بروبوليرز (الإنجليزية)
- تيم هارداواي جونيور على موقع سبورتس رفرنس (الإنجليزية)